# Nuna 2
De Nuna 2 is een door zonne-energie aangedreven auto, ontwikkeld door studenten van de Technische Universiteit Delft, de Hogeschool Inholland, de Erasmus Universiteit en de Katholieke Universiteit Leuven.
De Nuna 2 nam deel aan de World Solar Challenge 2003 en was de favoriet van de wedstrijd. Het voertuig was voorzien van een type zonnecellen dat normaliter gebruikt werd in kunstmatige satellieten. De zonnecellen waren zogenaamde "space rejects" ofwel cellen die afgekeurd waren voor ruimtevaart. Cellen die voor satellieten geproduceerd worden hebben soms kleine oneffenheden en kleurverschillen waardoor men bang is dat deze het tijdens lanceren of verblijf in de ruimte zullen breken. Omdat men erg bang is voor de gevolgen van celbreuk (stroomverlies) worden deze cellen afgekeurd en goedkoper verkocht als "space rejects" voor aardse toepassingen. Het rendement is echter bijna net zo goed als dat van cellen die wel gebruikt worden voor satellieten. Vrijwel alle topteams in grote races op zonne energie gebruiken space rejects. Sommige teams kunnen zelfs goedgekeurde cellen betalen. Deze zijn ongeveer 2x zo duur als de rejects. Het project werd door Nuon gesponsord, begeleider van het team was Wubbo Ockels.
De Nuna 2 kwam op 22 oktober 2003 als eerste over de finish en werd daarmee de winnaar van de World Solar Challenge in een tijd van 31 uur en 5 minuten (totale raceduur). Het verbrak hierbij het snelheidsrecord van de Nuna 1 uit 2001 met anderhalf uur. De gemiddelde snelheid was 97,02 kilometer per uur bij een topsnelheid van circa 130 km/u. De hoogste snelheid die de wagen zou kunnen halen is ongeveer 175 km/u, er is echter nooit geprobeerd deze snelheid te halen. De hoogst gehaalde snelheid door Nuna 2 ooit is ongeveer 145 km/u.
Dat de Nuna 2 won was echter niet alleen aan het ijzersterke ontwerp te danken, er waren wel meer deelnemende auto's op dat niveau. De doorslaggevende factor was dat er ook een sterk volgteam was dat telkens de meest voordelige snelheid wist te bepalen. Daarbij is voor de race ook veel aandacht besteed aan het oefenen van pitstops. De twee bandenwissels van Nuna 2 waren bijvoorbeeld beide binnen vier minuten klaar, terwijl de snelste bandenwissel van een ander team ongeveer 12 minuten kostte.
Naast de World Solar Challenge deed de Nuna 2 in 2004 mee aan de Phaethon race in Griekenland en doorkruiste het Europa tijdens de Adiante-tour waarbij 6000 kilometer van Athene naar Porto werd afgelegd. Tijdens deze tour werd op de snelweg een keer 145 km/u gehaald. Dit is de hoogste snelheid ooit gereden met deze auto.
In 2005 won de opvolger, de Nuna 3, de World Solar Challenge.